# Bosio
Bosio es una localidad y comune italiana de la provincia de Alessandria, región de Piamonte, con 1.190 habitantes.

## Evolución demográfica
| Gráfica de evolución demográfica de Bosio entre 1861 y 2001 |
|                                                             |
| Fuente ISTAT - elaboración gráfica de Wikipedia             |